# ジャカヤ・キクウェテ
ジャカヤ・ムリショ・キクウェテ（Jakaya Mrisho Kikwete、1950年10月7日 - ）は、タンザニアの政治家。同国大統領（第4代、2005年12月21日 -2015年11月5日）を務めた。所属政党はタンザニア革命党(CCM)。

## 略歴
- 1950年10月7日コースト州バガモヨにて誕生
- 1980年中国南京陸軍指揮学院に留学[1]
- 1988年エネルギー・天然資源副大臣就任
- 1990年水・エネルギー・鉱物資源大臣就任
- 1994年大蔵大臣就任
- 1995年外務･国際協力大臣就任（第一次・第二次ムカパ内閣を通して）
- 2005年12月21日大統領就任
- 2015年11月5日大統領退任